# 1535 год
1535 (ты́сяча пятьсо́т три́дцать пя́тый) год  по юлианскому календарю — невисокосный год, начинающийся в пятницу. Это 1535 год нашей эры, 5‑й год 4‑го десятилетия XVI века 2‑го тысячелетия, 6‑й год 1530‑х годов. Он закончился 490 лет назад.
| Пн | Вт | Ср | Чт | Пт | Сб | Вс |
|    |    |    |    | 1  | 2  | 3  |
| 4  | 5  | 6  | 7  | 8  | 9  | 10 |
| 11 | 12 | 13 | 14 | 15 | 16 | 17 |
| 18 | 19 | 20 | 21 | 22 | 23 | 24 |
| 25 | 26 | 27 | 28 | 29 | 30 | 31 |

| Пн | Вт | Ср | Чт | Пт | Сб | Вс |
| 1  | 2  | 3  | 4  | 5  | 6  | 7  |
| 8  | 9  | 10 | 11 | 12 | 13 | 14 |
| 15 | 16 | 17 | 18 | 19 | 20 | 21 |
| 22 | 23 | 24 | 25 | 26 | 27 | 28 |

| Пн | Вт | Ср | Чт | Пт | Сб | Вс |
| 1  | 2  | 3  | 4  | 5  | 6  | 7  |
| 8  | 9  | 10 | 11 | 12 | 13 | 14 |
| 15 | 16 | 17 | 18 | 19 | 20 | 21 |
| 22 | 23 | 24 | 25 | 26 | 27 | 28 |
| 29 | 30 | 31 |    |    |    |    |

| Пн | Вт | Ср | Чт | Пт | Сб | Вс |
|    |    |    | 1  | 2  | 3  | 4  |
| 5  | 6  | 7  | 8  | 9  | 10 | 11 |
| 12 | 13 | 14 | 15 | 16 | 17 | 18 |
| 19 | 20 | 21 | 22 | 23 | 24 | 25 |
| 26 | 27 | 28 | 29 | 30 |    |    |

| Пн | Вт | Ср | Чт | Пт | Сб | Вс |
|    |    |    |    |    | 1  | 2  |
| 3  | 4  | 5  | 6  | 7  | 8  | 9  |
| 10 | 11 | 12 | 13 | 14 | 15 | 16 |
| 17 | 18 | 19 | 20 | 21 | 22 | 23 |
| 24 | 25 | 26 | 27 | 28 | 29 | 30 |
| 31 |    |    |    |    |    |    |

| Пн | Вт | Ср | Чт | Пт | Сб | Вс |
|    | 1  | 2  | 3  | 4  | 5  | 6  |
| 7  | 8  | 9  | 10 | 11 | 12 | 13 |
| 14 | 15 | 16 | 17 | 18 | 19 | 20 |
| 21 | 22 | 23 | 24 | 25 | 26 | 27 |
| 28 | 29 | 30 |    |    |    |    |

| Пн | Вт | Ср | Чт | Пт | Сб | Вс |
|    |    |    | 1  | 2  | 3  | 4  |
| 5  | 6  | 7  | 8  | 9  | 10 | 11 |
| 12 | 13 | 14 | 15 | 16 | 17 | 18 |
| 19 | 20 | 21 | 22 | 23 | 24 | 25 |
| 26 | 27 | 28 | 29 | 30 | 31 |    |

| Пн | Вт | Ср | Чт | Пт | Сб | Вс |
|    |    |    |    |    |    | 1  |
| 2  | 3  | 4  | 5  | 6  | 7  | 8  |
| 9  | 10 | 11 | 12 | 13 | 14 | 15 |
| 16 | 17 | 18 | 19 | 20 | 21 | 22 |
| 23 | 24 | 25 | 26 | 27 | 28 | 29 |
| 30 | 31 |    |    |    |    |    |

| Пн | Вт | Ср | Чт | Пт | Сб | Вс |
|    |    | 1  | 2  | 3  | 4  | 5  |
| 6  | 7  | 8  | 9  | 10 | 11 | 12 |
| 13 | 14 | 15 | 16 | 17 | 18 | 19 |
| 20 | 21 | 22 | 23 | 24 | 25 | 26 |
| 27 | 28 | 29 | 30 |    |    |    |

| Пн | Вт | Ср | Чт | Пт | Сб | Вс |
|    |    |    |    | 1  | 2  | 3  |
| 4  | 5  | 6  | 7  | 8  | 9  | 10 |
| 11 | 12 | 13 | 14 | 15 | 16 | 17 |
| 18 | 19 | 20 | 21 | 22 | 23 | 24 |
| 25 | 26 | 27 | 28 | 29 | 30 | 31 |

| Пн | Вт | Ср | Чт | Пт | Сб | Вс |
| 1  | 2  | 3  | 4  | 5  | 6  | 7  |
| 8  | 9  | 10 | 11 | 12 | 13 | 14 |
| 15 | 16 | 17 | 18 | 19 | 20 | 21 |
| 22 | 23 | 24 | 25 | 26 | 27 | 28 |
| 29 | 30 |    |    |    |    |    |

| Пн | Вт | Ср | Чт | Пт | Сб | Вс |
|    |    | 1  | 2  | 3  | 4  | 5  |
| 6  | 7  | 8  | 9  | 10 | 11 | 12 |
| 13 | 14 | 15 | 16 | 17 | 18 | 19 |
| 20 | 21 | 22 | 23 | 24 | 25 | 26 |
| 27 | 28 | 29 | 30 | 31 |    |    |

## События
- 1493—1593 — Столетняя хорватско-османская война. Серия вооружённых конфликтов между Королевством Хорватия и Османской империей[1].
- 1507—1622 — Португало-персидская война. Ряд вооружённых конфликтов между колониалистской Португалией и вассальным Ормузом, с одной стороны, и Сефевидской империей, поддерживаемой англичанами, с другой[2].
- 1511—1641 — Малайско-португальская война. Вооружённый конфликт XVI-XVII веков, в котором Малаккский султанат при поддержке империи Мин, Голландской Ост-Индской компании (с 1607) и Джохора безуспешно сопротивлялся Португальской империи, стремившейся захватить Малакку и установить контроль над торговлей между Индией и Китаем[3].
- 1514—1555 — Турецко-персидская война[4].
- 1526—1543 — пять походов турок против Венгрии.
- 1527—1538 — Венгерская гражданская война[5].
- 1529—1536 — Альваро Нуньес Кавеса де Вака (1490—1564 или 1507-59) первым из европейцев пересек Северную Америку с востока на запад (Великие равнины, бассейн Рио-Гранде).
- 1529—1543 — Адало-эфиопская война[6].
- 1530—1535 — племена текрур опустошили всю страну Мали южнее Сенегала.

- 1533—1536 — в Дании междоусобная борьба за престол («графская распря») между Кристианом II и Кристианом III. Восстание крестьян и горожан под лозунгами реформации во главе с бургомистрами Копенгагена и Мальме. Норвежская знать во главе с епископом Олафом Энгельбректсоном поддерживала Кристиана III.
- 1533—1535 — волнения солдат в Датуне и на Ляодуне.
- 1534—1536 — крестьянско-плебейские восстания в Нидерландах.
- 1535—1536 — экспедиция француза Картье. Объявление Канады владением Франции. Открытие реки святого Лаврентия.
- 1535—1536 — поход испанцев во главе с Альмагро в Чили.
- Тунисская война предпринятая королем Испании Карлом V попытка закрепиться на северном побережье Африки[7].

- 18 января — основан город Лима (Перу).
- Июнь — взятие Мюнстера. Расправа над восставшими.
- Сентябрь — Булат-Ширин и хан-бике Гаухаршад (Ковгоршат) организовали заговор, в результате которого Джан-Али, ставленник московского правительства был отстранён от власти и убит казанскими мурзами. Заговорщики пригласили на правление Сафа-Гирея, которому второй раз удалось вернуть себе казанский престол (осень 1535—январь 1546)[8][9].
- Казнь лорда-канцлера Англии, католика Томаса Мора.
- Ибрагим-паша Паргалы подписал союзный и торговый договоры («Капитуляции») Османской империи с Францией. Франция обязалась поддерживать Турцию в борьбе с Карлом и Венецией. Французские купцы получили право свободной торговли в Турции.
- Разделение маркграфства Баден на Баден-Баден и Баден-Дурлах.
- Военный поход испанцев на Тунис. Испанцы, используя междоусобицы, возвели на престол хафсидского эмира, который признал вассальную зависимость Туниса от императора Карла V.
- Захват португальцами Диу (Индия).
- На берег Ньюфаундленда высадились оставшиеся в живых участники экспедиции французского исследователя Жака Картье.
- Инкский принц Манко поднимает восстание против испанцев.

### Крымское ханство
- Сагиб I Гирей способствовал воцарению Сафа-Гирея, активно поддерживал крымское влияние в Казанском ханстве[10].
- Весна — хан Сагиб I Гирей первоначально заключил  крымско-литовский союзнический договор с ВКЛ. В дальнейшем, в связи с тесными контактами литовских дипломатов со свергнутым братом Ислам I Гиреем, хан отказывается от союза с ВКЛ[10].
- Сигизмунд I Старый заключил союз с Крымским ханством против Русского государства (см. 1507, 1512, 1532, 1540, 1542)[11].

## Русское государство
Правление: 1533—1538 — Елена Васильевна Глинская при малолетнем Иване IV Васильевиче Грозном
- 1535—1538 — произведена денежная реформа в Русском государстве[12].
- 11 февраля — Елена Глинская, вместе с малолетнем сыном Иваном и митрополитом Даниилом присутствуют при перенесении в новую раку мощей святого Алексия[13].
- Август — состоялся крымский набег войск Крымского ханства на Переяславль-Рязанский[10][14].
  - Зарайский кремль выдержал осаду крымских татар[15].
- 1534—1537 — Русско-литовская война:
  - 13—16 июля — осада Гомеля. Осада и взятие литовцами и поляками Гомеля[16].
  - 30 июля—29 августа — осада и взятие Стародуба. Город сожжён, в результате резни погибло около 13 тысяч жителей[17].
  - Осень — московское правительство получает известия от польских перебежчиков о намерении польского короля Сигизмунда I Старого послать рать к Смоленску. Воеводы из Смоленска, В. Новгорода и Пскова вступают в ВКЛ для того, чтобы встретить польской войско[13].
- Русско — ливонский торговый договор, который давал широкие права и привилегии русскому купечеству[18].
- Сафа-Гирей взойдя второй раз на казанский престол, объявил газават, направленный против Русского государства[19].
- Конец августа — Одоевский Роман Иванович вместе с Хабаровым-Симским И. И. разгромили на р. Ока крымских татар, напавших на Рязанскую землю[20].
- Осень — состоялись крупные набеги Казанского ханства на земли Нижегородского и Галичского уездов, разграблению подверглись волости по р. Унжа[21].   
  - Галич подвергся нападению казанских татар[22].
- Пожалованы окольничеством: Морозов Иван Семёнович Брюхов, Шестунов Семён Васильевич Кривой[23].
- Пожалованы боярством: Шуйский Иван Михайлович (ум. 1559), Холмский Андрей Иванович (ум. 1543), Шуйский Андрей Михайлович (ум. 1543), Ростовский Андрей Дмитриевич (ум. 1550), Репнин Пётр Иванович (ум. 1546), Трубецкой Семён Иванович (ум. 1558), Кубенский Иван Иванович (ум. 1546)[23].
- На службу к великому московскому князю выехал из Польши Козьма Васильевич Шилов, представитель древнего польского шляхетства, родоначальник дворянского рода — Шидловские[24].

### Города и поселения
- В Москве начато строительство Китайгородской стены.
- Основание Московским государством крепости Себеж (Ивангород-на-Себеже) на завоёванной территории Великого княжества Литовского, Русского и Жемойтского.
- Епископ Новгородский Макарий (будущий митрополит Московский) построил во Пскове архиепископский дворец[25].
- Чердынь восстановлена после пожара 1504 года. Возведён деревянный кремль. Чердынь вновь становится административным центром Перми Великой и основным опорным пунктом для освоения Урала и Зауралья (до 1580-х годов)[26].
- Преподобный Лонгин Коряжемский основал Николо-Коряжемский мужской монастырь (сов. г. Коряжма)[27].

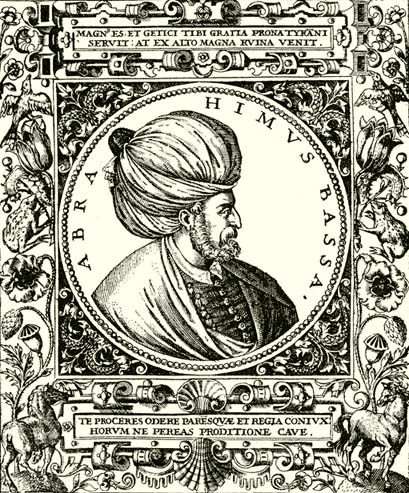
Изображение Ибрагима-паши Паргалы

## Начало правления
См. также: Список глав государств в 1535 году

## Родились

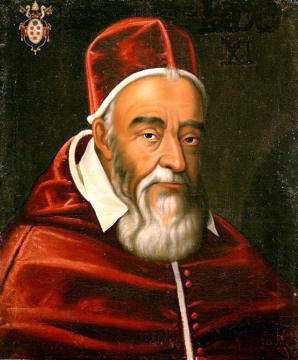
Портрет Льва XI

См. также: Категория:Родившиеся в 1535 году
- 20 февраля — Римский Папа Григорий XIV.
- Аллори, Алессандро — итальянский (флорентийский) живописец, представитель маньеризма.
- Габриели, Андреа — итальянский композитор и органист позднего Ренессанса. Дядя Джованни Габриели.
- Джамбаттиста делла Порта — итальянский врач, философ, алхимик и драматург.
- Лев XI — папа римский с 1 по 27 апреля 1605 года.
- Хуана Австрийская — испанская инфанта, дочь императора Карла V.

## Скончались

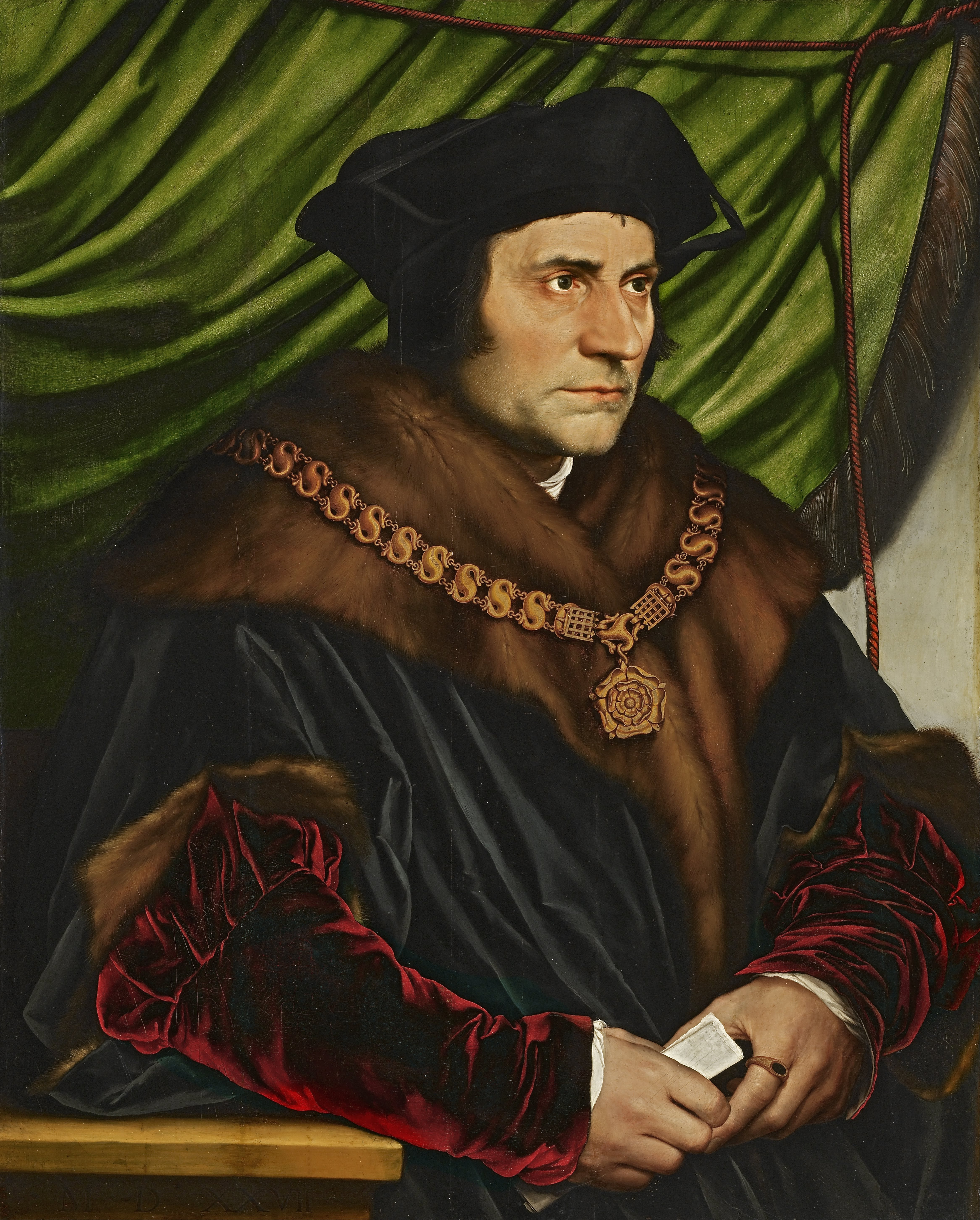
Портрет Томаса Мора

См. также: Категория:Умершие в 1535 году
- 18 февраля — Корнелий Агриппа Неттесгеймский, натурфилософ, богослов, гуманист эпохи Возрождения.
- 6 июля — Мор, Томас, первый социалист-утопист, писатель и выдающийся государственный деятель Англии.
- 21 июля — Воротынский Иван Михайлович, русский военноначальник, служилый князь[28].
- Берни, Франческо, итальянский поэт.
- Джон Фишер — епископ Рочестерский, канцлер Кембриджского университета, кардинал. Не признал Акта о супрематии и был казнён Генрихом VIII. Канонизирован Римско-Католической церковью.
- Кемаледдин Бехзад — персидский художник-миниатюрист, признаваемый одним из крупнейших мастеров гератской школы миниатюры.
- Коста, Лоренцо — итальянский живописец, ученик Козимо Туры и Эрколе де Роберти в Ферраре.
- Медичи, Ипполито — единственный и внебрачный сын герцога Немурского Джулиано Медичи, внук Лоренцо Великолепного.